# Syritta austeni
Syritta austeni? là một loài ruồi trong họ Ruồi giả ong (Syrphidae). Loài này được Bezzi mô tả khoa học đầu tiên năm 1915. Syritta austeni? phân bố ở vùng Châu Phi